# Luigi Morbioli
Luigi Morbioli (Bolonya, 1433 - 9 de novembre de 1485) fou un laic que predicà la penitència i la continència en la regió de Bolonya. És venerat com a beat per l'Església Catòlica.

## Vida
Luigi Morbioli nasqué i visqué a Bolonya en època de la senyoria dels Bentivoglio. Durant la seva joventut portà una vida desordenada: era un seductor, bevedor i jugador, amb un caràcter colèric i violent. Es casà amb Lucia Tura, filla d'un conegut de son pare. En 1462, durant un viatge a Venècia emmalaltí greument i s'hostatjà en un hospital dels Canonges Regulars de Sant Salvador. La convalescència i el tracte dels canonges el van fer reflexionar i va decidir canviar de vida.
Tornà a Bolonya com a penitent, amb un hàbit bru i portant un crucifix i predicant la penitència als carrers. Passà la resta de la vida retirat, demanant almoina que després repartia entre els pobres i fent pregària silenciosa. Recorregué pobles de la regió predicant, sempre acompanyat de la creu i fomentava la penitència i la continència. Vivia als porxos o sota coberts al carrer; a Bolonya visqué sota una escala del palau Lùpari (Via Dal Luzzo, 4), que es convertí en un oratori.
Va predir el dia que moriria, al novembre de 1485: hi morí estès a terra, nu, donant testimoni de la pobresa que havia de conrear el cristià.

## Veneració
Tingué fama de santedat i fou sebollit a la catedral de San Pietro de Bolonya. De la tomba, però, se'n perdé la memòria arran de les obres que s'hi feren; es creu que deu ésser en l'interior d'algun mur. Des de la seva mort, el culte és local, a Bolonya i la rodalia.
Durant les obres de restauració de la catedral, entre 1566 i 1597, se'n trobaren les restes, que s'havien perdut. El culte se'n revifà i la diòcesi de Bolonya el va introduir en el seu santoral com a beat propi. El procés de canonització començà en 1654, però quedà interromput: continuà, doncs, un culte local com a beat. En la revisió dels calendaris litúrgics del segle xix, es considerà que el culte era tradicional, ja que tenia més d'un segle, i el papa Gregori XVI en confirmà el culte per a la diòcesi de Bolonya.
Com que vestí també un hàbit blanc, la iconografia corresponent va fer que se'l confongués amb un terciari carmelita, i en alguns santorals carmelites apareixia així, tot i que no ho era, fins que en fou eliminat després del Concili Vaticà II.